# Éléonore de Gonzague
Pour les articles homonymes, voir Éléonore de Mantoue.
Éléonore de Gonzague ou Éléonore de Mantoue (en italien : Eleonora Gonzaga), née le 23 septembre 1598 à Mantoue et morte le 27 juin 1655 à Vienne, est impératrice du Saint-Empire, reine de Germanie, de Bohême et de Hongrie et archiduchesse d'Autriche par son mariage avec Ferdinand II de Habsbourg.

## Biographie
Née à Mantoue, Éléonore est la plus jeune fille de Vincent Ier de Gonzague, duc de Mantoue, et de son épouse, Éléonore de Médicis, elle-même sœur aînée de Marie, reine de France.
Peu de temps après sa naissance, Éléonore est baptisée le 22 novembre 1598 dans la basilique Sainte-Barbe de Mantoue par Annibale Francesco Gonzaga, évêque de Mantoue.
Le 2 février 1622, elle épouse à Innsbruck l'empereur Ferdinand II, veuf de Marie-Anne de Bavière depuis 1616. Certains conseillers de l'empereur étant opposés à cette union, la famille de Gonzague ne tire aucun bénéfice du mariage et, en 1630, pendant la guerre de Succession de Mantoue, les troupes impériales prennent et ravagent la ville italienne.
Le nonce du pape, Caraffa, décrit Éléonore comme étant aussi belle que pieuse. Elle crée, entre autres, les couvents carmélites de Graz et de Vienne. Le couple n’a pas d'enfant, mais Ferdinand a quatre enfants survivants de son premier mariage.
Éléonore meurt en 1655. Elle est d’abord enterrée au couvent des Carmélites de Vienne, puis, en 1782, son corps est transféré dans la cathédrale de la ville.

## Galerie

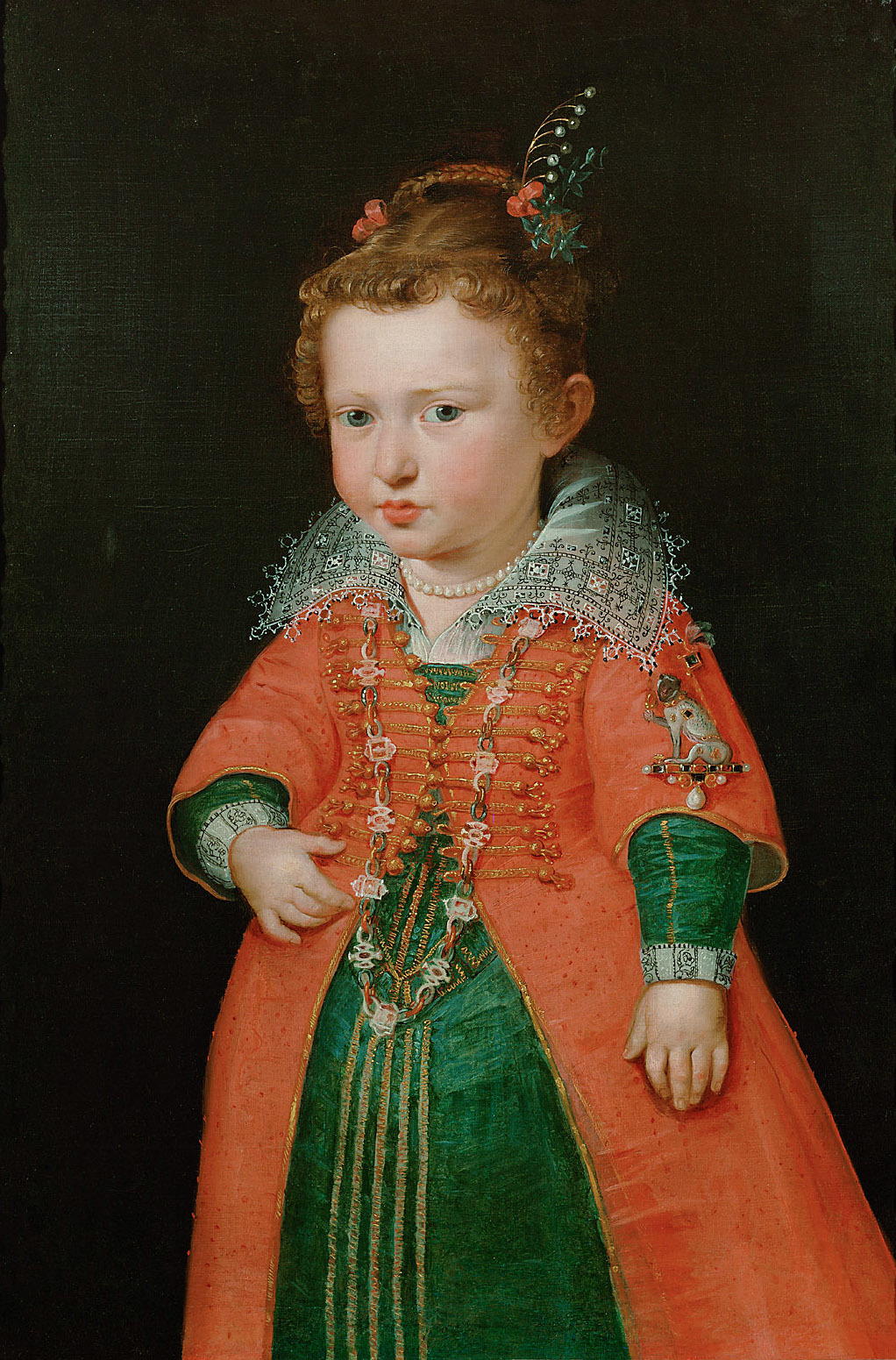
Éléonore de Gonzague par Pierre Paul Rubens.
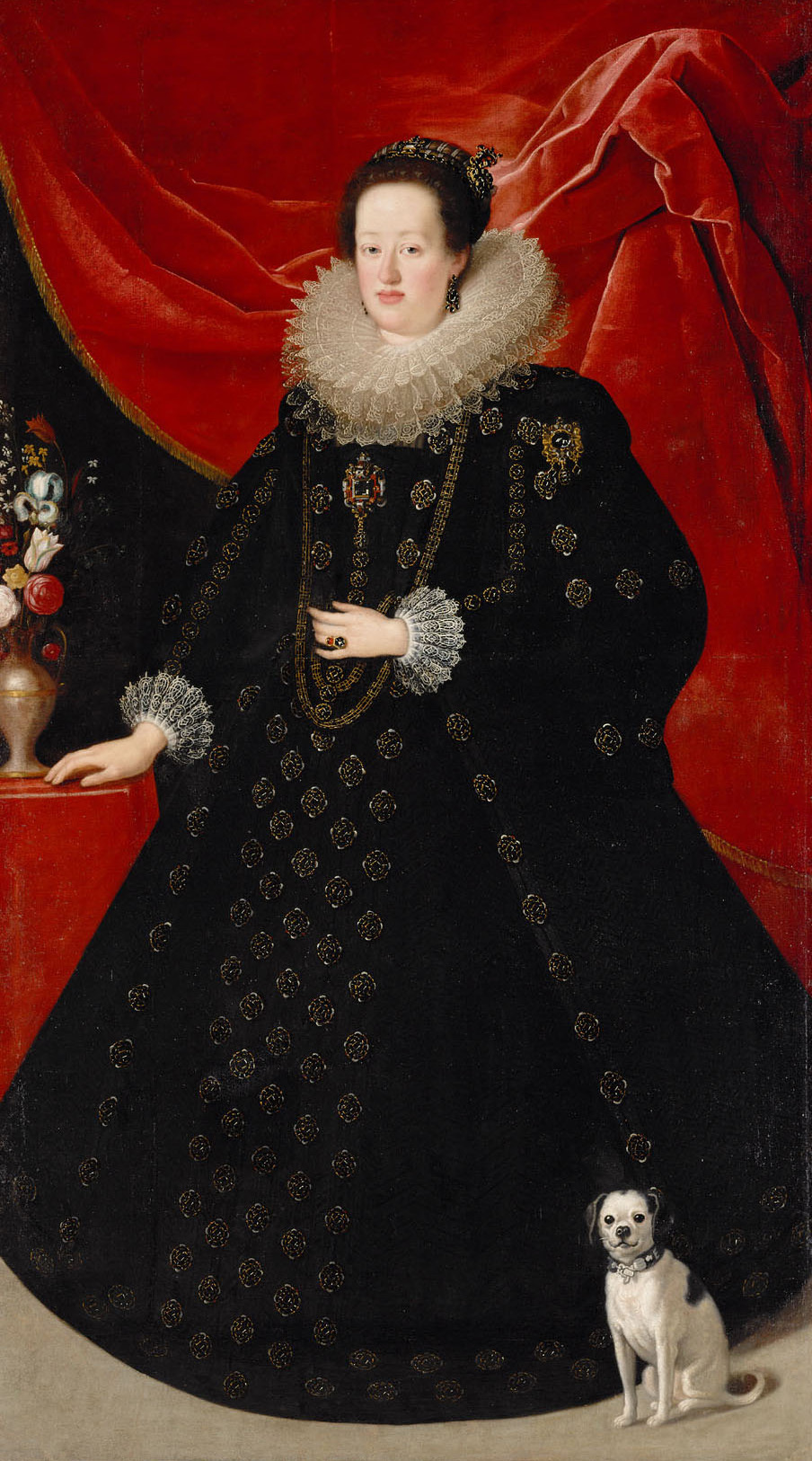
Éléonore de Gonzague par Giusto Sustermans.